# Синеклиза
Синеклиза (на старогръцки: συν – „заедно“ и на старогръцки: κλισις – „наклонение“) е обширно полегато вдлъбване на земната кора в пределите на платформите, явяващо се в противоположност на антиклизата. Синеклизите имат неправилни закръглени или овални очертания и напречните им размери достигат до няколкостотин, понякога и до няколко хиляди km и дълбочина до 3 – 5 km (понякога и повече). Синеклизите се развиват продължително геоложко време (десетки и стотици милиони години), със сравнително малки изменения в контурите. Мощността на седиментните наслаги и пълнотата на геоложките разрези нараства към центъра им и намаляват към перифериите, където геоложкият разрез се характеризира с множество пропуски в натрупването на определени за съответния период наслаги. Често синеклизи се развиват върху авлакогени и на места се състоят от отделни падини, усложнени от валове.